# Ilha Vega
A ilha Vega é uma pequena ilha a nordeste da Ilha James Ross, na Península Antártica. Os grandes glaciares são desconetados da ilha Vega.
É uma das muitas ilhas em torno da península da Terra de Graham, que são próximas da América do Sul.

## Fósseis na ilha
Vega tem um rico achado de fósseis, localizados em depósitos que vem dos períodos Cretáceo e Paleogeno (antes "Terciário"). Esses períodos incluem o evento da extinção K-T, que matou todos os dinossauros. Para documentar as consequências desse evento, a Ilha Vega é uma das melhores localidades no mundo.
O primeiro dinossauro descoberto na Antártida foi um ankylosaria, descoberto em 1986, na Ilha James Ross. O segundo foi descoberto na Ilha Vega, em 1986, pela equipe científica britânica da Antártida. O hyosilophodont, um dinossauro pequeno e herbívoro, foi descoberto no lamito pela formação López de Bertodano. Ambos os dinossauros estão datados do começo do Cretáceo.

## Relações externas
1. ↑  ESA Science & Technology: Graham Land